# Giardinello
Giardinello (Jardineḍḍu in siciliano) è un comune italiano di 2 233 abitanti della città metropolitana di Palermo in Sicilia.

## Geografia fisica

### Territorio
L'abitato è localizzato a sudovest di Palermo sul versante meridionale di Pizzo Montanello.
Il territorio comunale ha un'estensione di 12,49 km² e confina ad est col territorio di Monreale a sud con i territori di Borgetto e di Partinico, a ovest col territorio di Carini e a nord col territorio di Montelepre. 
Il centro abitato è localizzato a 275 m s.l.m. ed a circa 27 km da Palermo, 2 km da Montelepre e 9 km da Partinico. Il suo nome latino è Viridariolus, volgarmente chiamato poi Jardineddu, in relazione al fatto che nel suo territorio molto numerosi erano in passato i giardini di agrumi, oleastri ed alberi da frutto.

## Monumenti e luoghi d'interesse
Tra i monumenti di interesse storico e artistico vi sono:
- la "chiesa madre", costruita nella prima metà del seicento da Francesco Bargellini e dedicata a S.Anna. Divenuta sacramentale, fu dedicata a Gesù, Giuseppe e Maria.[5] Sorge nelle vicinanze del palazzo baronale dei Niscemi, di fine settecento;
- la "chiesa di Maria Santissima della Mercede", in origine un casolare trasformato in chiesa agli inizi del novecento dal capitano di Miceli;[6]
- il curioso "café house", o cafiausu, nella storpiatura locale del nome attribuitogli dai soldati americani durante la seconda guerra mondiale. È un belvedere costituito da otto colonne disposte ad ottagono, con una copertura abbellita da rilievi geometrici. Risale alla prima metà del settocento ed era utilizzato come ritrovo dai proprietari terrieri della zona.[7]
- il "lavatoio pubblico" ottocentesco, costituito da 20 vasche alimentate dalle acque della sorgente Scorsone.
- la "tomba del gigante"[8] situata a Sagana, Il suo nome deriva dal fatto che la tradizione popolare lo riteneva la tomba di un gigante o di un guerriero saraceno di nobili origini. Alcuni studiosi hanno ipotizzato che si trattasse della tomba di un patrizio romano ma l'opinione più recentemente accreditata è che si tratti di un cenotafio, cioè di un monumento funebre a ricordo di un personaggio sepolto altrove. (Fonte tratta dal sito del Comune).
- la "fontana della rinascita": gruppo bronzeo di tre ninfe, opera del 1960 di cui fu autore lo scultore palermitano Benedetto De Lisi.[9]

Nei dintorni, a Sagana, sorge inoltre una casina reale di caccia costruita nel XVIII secolo. Sempre nella zona di Sagana vi è la riserva archeologica di Monte Castellaccio.

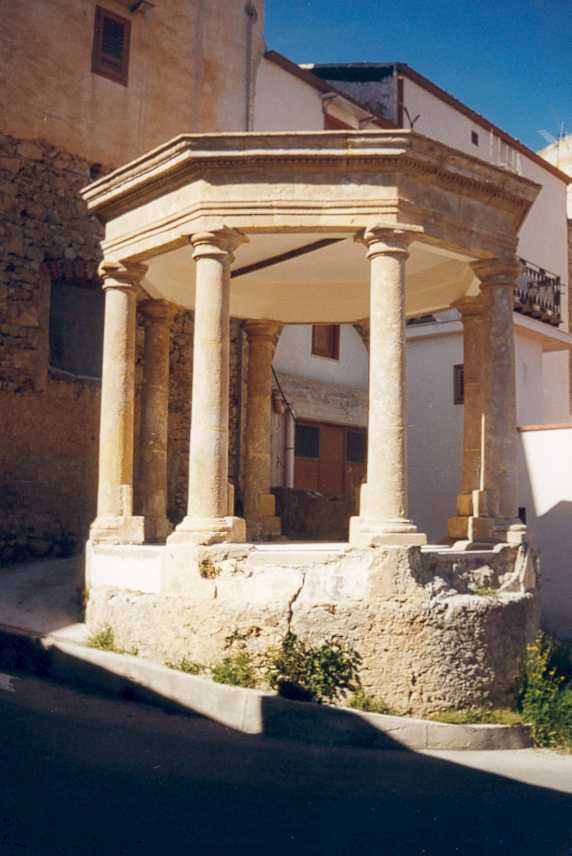
Café house
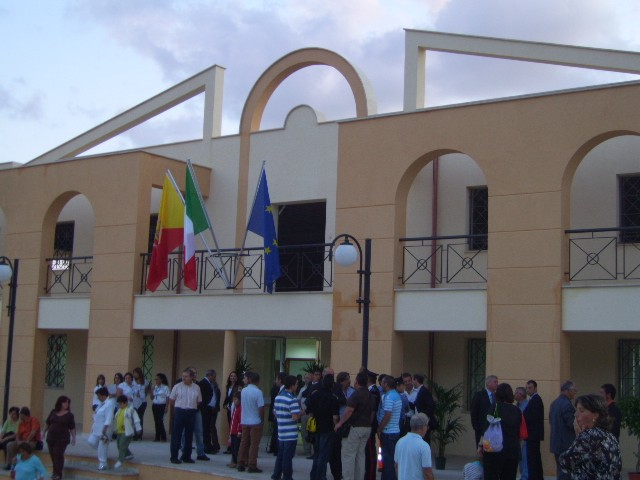
Centro polifunzionale
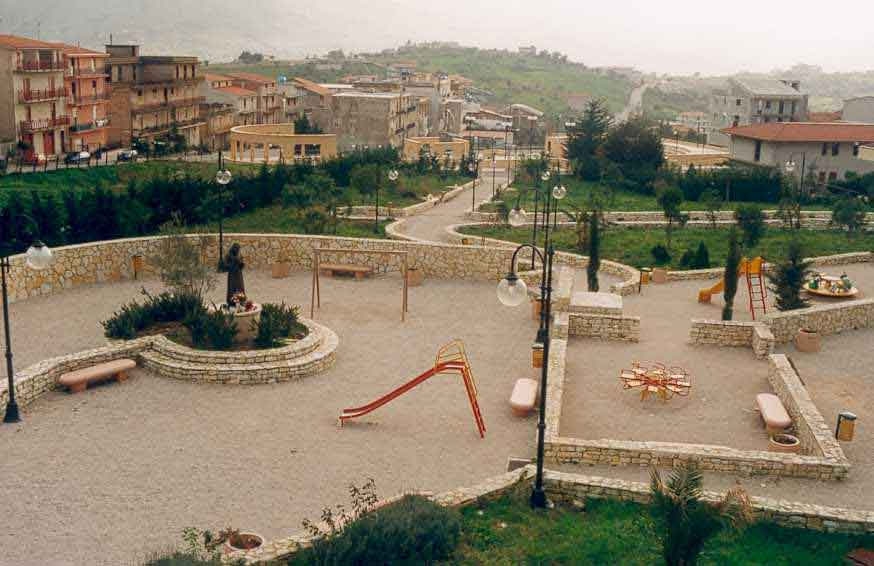
Parco urbano di Giardinello

## Società

### Evoluzione demografica
Abitanti censiti

### Tradizioni e folclore

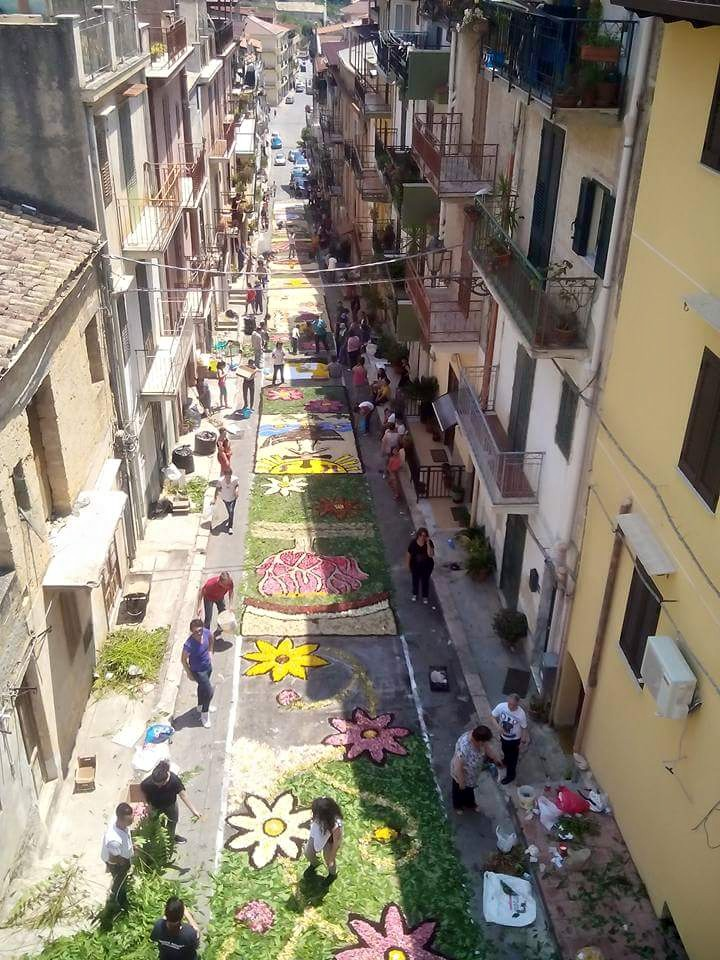
Infiorata a Giardinello (PA) per la festa del Corpus Domini.
Tradizione per il piccolo paesino siciliano.

Nel giorno del Giovedì santo vi è la manifestazione a celebrazione della Passione di Gesù.
L'infiorata, che consiste in composizioni figurative di tema religioso create con petali e foglie lungo le vie cittadine, è invece legata alla festività religiosa del Corpus Domini.
Nella prima settimana di agosto si svolge per tre giorni la festa del "Santissimo Crocifisso".
Di carattere gastronomico sono invece le sagre tradizionali della cuccìa e della vasteḍḍa, curate dalla Pro Loco.
Caratteristica è anche la sagra del buccellato, dolce del palermitano fatto di pasta frolla con farcitura di fichi e frutta secca, che inizia dopo la messa di Natale.

## Curiosità
- Tra Cinisi e Giardinello è ambientato il romanzo La vigna delle uve nere dell'autrice Livia De Stefani.
- Alcune scene cinematografiche della serie televisiva Squadra antimafia - Palermo oggi, sono state girate a Sagana, località di Giardinello.
- Su una parete di un edificio del centro abitato di Giardinello, è ancora visibile un'iscrizione murale risalente al periodo fascista, che si pronuncia nel seguente modo: "Senza ordine e senza disciplina dissoluzione e catastrofe, Mussolini".

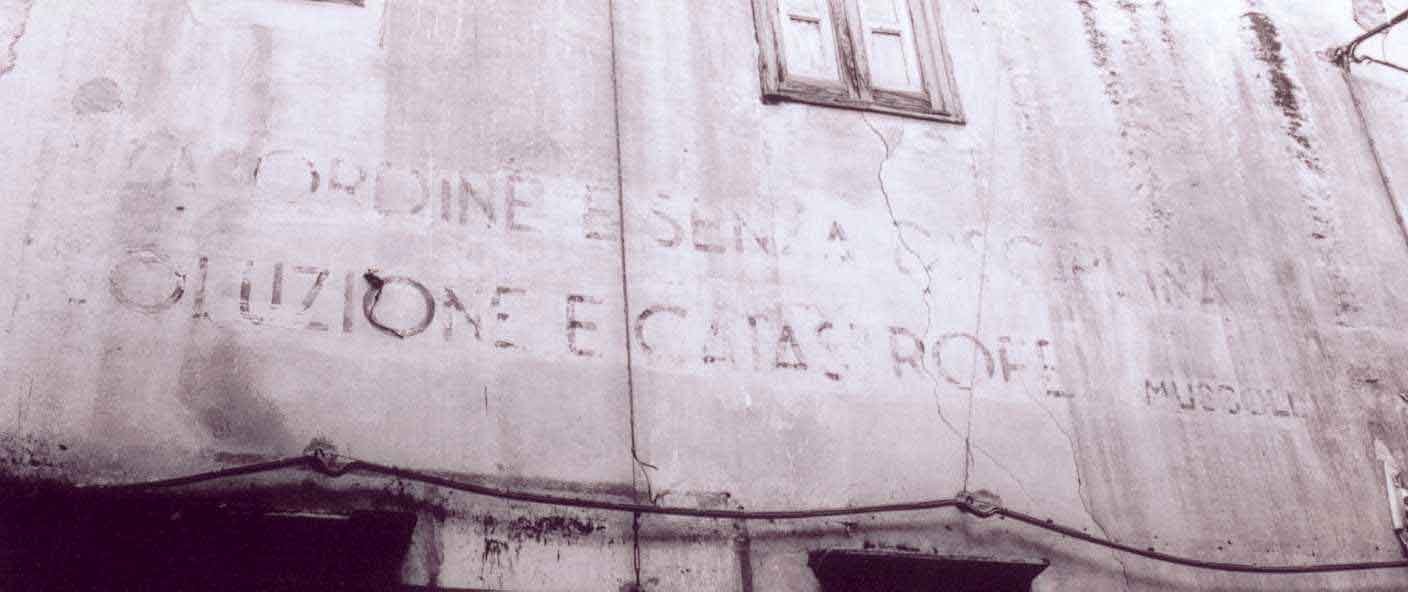
Iscrizione murale ancora visibile su una parete del centro abitato di Giardinello (PA), risalente al periodo fascista, che si pronuncia nel seguente modo: "Senza ordine e senza disciplina dissoluzione e catastrofe, Mussolini".

## Economia
Caratteristica è la produzione agricola di uva, olive e prodotti caseari tra cui il caciocavallo, come pure riveste notevole importanza nell'economia della zona la coltivazione di agrumi.

## Amministrazione
Di seguito è presentata una tabella relativa alle amministrazioni che si sono succedute in questo comune.
| Periodo          | Periodo          | Primo cittadino                         | Partito              | Carica              | Note          |
| ---------------- | ---------------- | --------------------------------------- | -------------------- | ------------------- | ------------- |
| 30 giugno 1988   | 7 giugno 1993    | Salvatore Polizzi                       | Democrazia Cristiana | Sindaco             | [ 11 ]        |
| 7 giugno 1993    | 1º dicembre 1997 | Vincenzo Caruso                         | lista civica         | Sindaco             | [ 11 ]        |
| 1º dicembre 1997 | 28 maggio 2002   | Francesco Giuliano                      | lista civica         | Sindaco             | [ 11 ]        |
| 28 maggio 2002   | 15 maggio 2007   | Salvatore Polizzi                       | lista civica         | Sindaco             | [ 11 ]        |
| 15 maggio 2007   | 8 maggio 2012    | Salvatore Polizzi                       | lista civica         | Sindaco             | [ 11 ]        |
| 8 maggio 2012    | 28 febbraio 2015 | Giovanni Geloso                         |                      | Sindaco             | [ 11 ]        |
| 11 agosto 2014   | 24 marzo 2015    | Claudia Poletti                         |                      | Comm. straordinario | [ 11 ] [ 12 ] |
| 11 agosto 2014   | 24 marzo 2015    | Giuseppina Maria Patrizia Di Dio Datola |                      | Comm. straordinario | [ 11 ] [ 12 ] |
| 11 agosto 2014   | 24 marzo 2015    | Catia Colautti                          |                      | Comm. straordinario | [ 11 ] [ 12 ] |
| 24 marzo 2015    | 9 ottobre 2015   | Giovanni Geloso                         |                      | Sindaco             | [ 11 ]        |
| 9 ottobre 2015   | 12 giugno 2017   | Catia Colautti                          |                      | Comm. straordinario | [ 11 ]        |
| 9 ottobre 2015   | 12 giugno 2017   | Giuseppina Maria Patrizia Di Dio Datola |                      | Comm. straordinario | [ 11 ]        |
| 9 ottobre 2015   | 30 novembre 2015 | Claudia Poletti                         |                      | Comm. straordinario | [ 11 ]        |
| 30 novembre 2015 | 12 giugno 2017   | Giulia Rosa                             |                      | Comm. straordinario | [ 11 ]        |
| 12 giugno 2017   | in carica        | Antonino De Luca                        | lista civica         | Sindaco             |               |